# 籾山洋介
籾山 洋介（もみやま ようすけ、1961年 - ）は、日本の言語学者、南山大学教授。専門は、意味論、認知言語学。

## 人物
東京生まれ。東京大学文学部卒業、同大学院人文科学研究科博士課程中退。名古屋工業大学講師、名古屋大学留学生センター及び国際言語文化研究科助教授、教授を経て、南山大学教授。

## 著書

### 単著
- 『認知意味論のしくみ』研究社　2002　シリーズ・日本語のしくみを探る
- 『日本語は人間をどう見ているか』研究社　2006
- 『日本語表現で学ぶ入門からの認知言語学』研究社2009
- 『認知言語学入門』研究社　2010
- 『日本語研究のための認知言語学』研究社　2014

### 共編著
- 『よくわかる言語学入門 解説と演習』町田健共著　バベル・プレス　1995　日本語教師トレーニングマニュアル
- 『上級日本語教育の方法 さまざまなアプローチ』藤原雅憲共編　凡人社　1997
- 『認知日本語学講座』くろしお出版　山梨正明/吉村公宏/堀江薫/籾山洋介 編